# Comté de Fillmore (Nebraska)
Pour les articles homonymes, voir Comté de Fillmore.
Le comté de Fillmore (anglais : Fillmore County) est situé dans l’État du Nebraska, États-Unis. Son siège est Geneva.
Il comptait 5 551 habitants en 2020.

## Géographie
Le comté a une superficie de 1 493 km2 (577 mi2).

## Comtés adjacents
- comté de Saline (Nebraska),

## Localités
- Exeter
- Fairmont
- Geneva
- Grafton
- Milligan
- Ohiowa
- Shickley
- Strang